# Volcà del Croscat
Volcà del Croscat är en vulkan i Spanien.   Den ligger i provinsen Província de Girona och regionen Katalonien, i den östra delen av landet, 500 km öster om huvudstaden Madrid. Toppen på Volcà del Croscat är 667 meter över havet. Volcà del Croscat ingår i Serra de les Medes.
Terrängen runt Volcà del Croscat är huvudsakligen kuperad. Runt Volcà del Croscat är det ganska glesbefolkat, med 42 invånare per kvadratkilometer. Närmaste större samhälle är Olot, 4,7 km nordväst om Volcà del Croscat. I omgivningarna runt Volcà del Croscat växer i huvudsak blandskog.